# Clan Hahót
 (juillet 2024).
Hahót ou Hahót–Buzád (hongrois : Hahót nemzetség) est le patronyme d'une ancienne gens - clan - magyare.

## Histoire
La famille remonte à Hahót I Hahót (en), dit "Hahold le Grand" (Magnus Hahold),
chevalier et mercenaire allemand originaire de Thuringe qui s'installe dans le royaume de Hongrie au XIIe siècle (1163). Son dernier descendant en ligne directe - patrilinéaire - est László Csány (en) (1790-1849), ministre et martyr de la révolution hongroise de 1848.
Le clan Hahót est à l'origine des familles suivantes : Bánffy de Alsólendva, Hahóti (en), Csányi (en), Söjtöri et Szabari (en).

## Personnalités
- Arnold II Hahót (en), ispán de Zala (1235-1239) et de Somogy (1240), Palatin de Hongrie (1242)
- Keled Hahót (en), vice-ban de Slavonie et ispán de Zagreb en 1234.
- Jakab Hahót (en) (fl. (1267–1301), maître de la table de la reine douairière Élisabeth la Coumane en 1280.
- Csák I Hahót (en), grand écuyer (1245–1247), maître du trésor (1248–1259), voïvode de Transylvanie (1261).
- Buzád Hahót (en) (ca. 1180-1241), martyr et bienheureux de l'Église catholique, moine dominicain et premier ban de Severin.
- Trisztán Hahót (en), comte des hérauts (hirdetőispán en hongrois ; comes preconum en latin).
- Tamás Hahót (en), vice-chancelier du royaume (1252–1254), archevêque de Kalocsa (1254–1256).
- Atyusz Hahót (en) fut ispán de Veszprém (1274), de Zala (1274), de Somogy (1288) et de Vas (1291–1292).
- Csák II Hahót (en), "Porteur de l'épée" (kardhordó) entre 1256 et 1257.
- Hahót III Hahót (en), ispán de Vas (1237–1239).
- Mihály Hahót (en), ispán de Varasd (1244).
- Hahót IV Hahót (en), ispán de Rojcsa (ca 1248–1255).
- János Hahót (en), archevêque de Split (1266–1294).
- István Hahót (en), ispán de Varasd en 1297.
- Miklós VII Hahót (en) († 1359), ban de Slavonie (1343–1346 ; 1353–1356) et de Croatie (1345-1346 ; 1353-1356)

### Sources
- Chronicon Pictum (en): "Chronica de Gestis Hungarorum", Ed. Dezső Dercsényi, 1970, Corvina, Taplinger Publishing  (ISBN 0-8008-4015-1).
- János Karácsonyi: A magyar nemzetségek a XIV. század közepéig, I-III, Budapest, 1900–1904